# Spizaetus
Spizaetus és un gènere d'ocells rapinyaires de la família dels accipítrids (Accipitridae). Habita zones boscoses de la regió neotropical. S'ubicaven dins aquest gènere, una sèrie d'ocells de similar morfologia, coneguts en diverses llengües com àguiles astor, i amb una distribució que incloïa Amèrica, Àfrica i Àsia. Arran els estudis genètics de principis del segle xxi, es va demostrar que aquests grups estaven més prop d'altres gèneres que no pas entre ells. D'aquesta manera, l'espècie africana va ser inclosa al gènere de les àguiles típiques com Aquila africana, mentre que amb les asiàtiques es va formar un gènere nou: Nisaetus. El gènere Spizaetus va quedar reduït a espècies americanes.

## Llistat d'espècies
Segons la classificació del Congrés Ornitològic Internacional (versió 12.2, 2022) aquest gènere està format per quatre espècies:
- Àguila blanc-i-negra (Spizaetus melanoleucus).
- Àguila ornada (Spizaetus ornatus).
- Àguila tirana (Spizaetus tyrannus).
- Àguila d'Isidore (Spizaetus isidori).

L'àguila d'Isidore anteriorment era inclosa al monotípic gènere Oroaetus, mentre que l'àguila blanc-i-negra ho era a Spizastur.